# Rock Falls, Illinois
Rock Falls là một thành phố thuộc quận Whiteside, tiểu bang Illinois, Hoa Kỳ. Năm 2010, dân số của thành phố này là 9266 người.

## Dân số
Dân số qua các năm:
- Năm 2000: 9580 người.
- Năm 2010: 9266 người.